# Puente del Congosto
Puente del Congosto – gmina w Hiszpanii, w prowincji Salamanka, w Kastylii i León, o powierzchni 34,04 km². W 2011 roku gmina liczyła 253 mieszkańców.